# Porrex I
Porrex I fu un leggendario sovrano della Britannia, menzionato da Goffredo di Monmouth nella sua Historia Regum Britanniae. Era figlio di re Gorboduc ed entrò in conflitto col fratello Ferrex per la successione al trono. Alcuni anni dopo aver sconfitto e ucciso in battaglia Ferrex, Porrex fu assinato nel sonno dalla madre Judon, che vendiclò così la morte dell'altro figlio. Ciò provocò una nuova guerra civile in Britannia, dalla quale sarebbe emerso come vincitore Dunvallo Molmuzio, che salì sul trono, portando così al potere la dinastia di Cornovaglia.